# Code Tang
Lire en ligne

(zh) 唐律疏議

Le Code Tang (唐律 Tánglǜ, 唐律疏議 Tánglǜshūyì) est un code pénal établi en Chine au début de la dynastie Tang (618-907). Complété par d'autres ordonnances et textes juridiques plus temporaires, il constitue le cœur juridique du système légal Tang, et fut la base de tous les systèmes pénaux suivants jusqu'en 1912. Il inspira par ailleurs largement les codes d'autres pays d'Asie orientale tels que le Japon et la Corée.
Ce Code Tang est un mélange de l'héritage légal légiste et de l'influence confucéenne, et est considéré comme l'une des plus grandes œuvres du système juridique chinois ancien. Il se compose de douze sections et cinq cents articles. Commandé par Tang Gaozu, une version stable est soumise a l'empereur en 624, il a été ensuite amélioré en 627 et 637, puis commenté en 653.
Le Code Tang concerne quatre aspects de l’organisation sociale : 
- les « lois » (lü) déterminent les principes généraux du droit pénal des punitions,
- les « ordres » (ling) guident l’administration gouvernementale et sa mise en œuvre,
- les « ge » régisent le fonctionnement et les obligations des départements et des fonctionnaires,
- les « formes » (shi) guident les règles de comportement des départements individuels du gouvernement.

## Histoire et contexte
Le Code Tang s'inspire largement des plus anciens Code Cao-Wei, Code des Jin occidentaux (268), et du Code des Zhou du Nord de 564. Dans le but d'adoucir les sévères lois déjà existantes ainsi que les punitions par mutilation, également dans le but d'apaiser les tensions sociales dans cet empire Tang nouvellement pacifié, il fut rédigé en 624 à la demande de l'Empereur Gaozu des Tang, révisé en 627 et 637 sous l'Empereur Taizong des Tang, et complété de commentaires en 653 sous le règne de l'Empereur Gaozong. Le Code Tang est le plus ancien code pénal chinois nous étant parvenu en entier.

## Décomposition, système et peines
| Les douze sections du Code Tang (Texte original: 唐律疏議)                  | Les douze sections du Code Tang (Texte original: 唐律疏議)                                                                 |
| --------------------------------------------------------------------------- | --- |
| I                                                                           | Définitions et règles générales                                                                                            |
| II                                                                          | Lois relatives aux transgressions de lieux interdits (palais impériaux, portes, enceintes et murailles, postes militaires) |
| III                                                                         | Délits commis par les fonctionnaires dans l'exercice de leur fonction                                                      |
| IV                                                                          | Lois relatives aux familles paysannes (terres, impôts, mariages)                                                           |
| V                                                                           | Lois relatives aux haras et magasins d'État                                                                                |
| VI                                                                          | Lois relatives aux levées de troupes                                                                                       |
| VII                                                                         | Délits contre les personnes et les biens                                                                                   |
| VIII                                                                        | Rixes |
| IX                                                                          | Lois relatives aux faux et contrefaçons                                                                                    |
| X                                                                           | Lois diverses de caractère spécial                                                                                         |
| XI                                                                          | Lois relatives à la capture des coupables                                                                                  |
| XII                                                                         | Lois relatives à l'administration de la justice                                                                            |
| Source: Gernet, Le Monde Chinois (4e éd.), (ISBN 2-200-25054-1), p. 215-216 | |

Le Code Tang est un code de 500 articles, répartis en douze sections (voir tableau à droite).
Les peines sont définies selon l'incrimination elle-même et la relation sociale entre le coupable et la victime.

### L'incrimination
Le Code Tang associe directement à toute incrimination une peine clairement définie.

### La relation sociale entre le coupable et la victime
Dans la société, cette relation est définie par le rang social respectif (Empereur > fonctionnaire > homme libre > esclave). Dans une famille, la relation sociale est estimée grâce au type et à la durée du deuil liant la victime et le coupable. En fonction de cette relation sociale, le Code Tang augmente ou réduit la peine. Ce barème est clairement exprimé.
Ainsi, un esclave offensant son maître aura la peine associée à son offense augmentée, tandis qu'un maître offensant son esclave par la même offense aura la peine réduite.

### Calcul des peines
Le magistrat local doit agir comme instructeur de l'affaire, parfois comme inspecteur, mais n'a pas à juger : il a à définir exactement l'offense (1) et la relation sociale (2), afin de pouvoir appliquer le barème à la lettre, donnant ainsi la peine à infliger. La relation sociale entre les parties conduisant à augmenter ou réduire la peine.
L'offense, pondérée par la relation sociale équivaut à un « score » établissant la peine, qui peut être : flagellation à coup de rotin, coups de bambou, travaux forcés, exil avec travaux forcés, mort (pendaison, strangulation, décapitation par l'épée).